# Sechs-Kanonen-Batterie

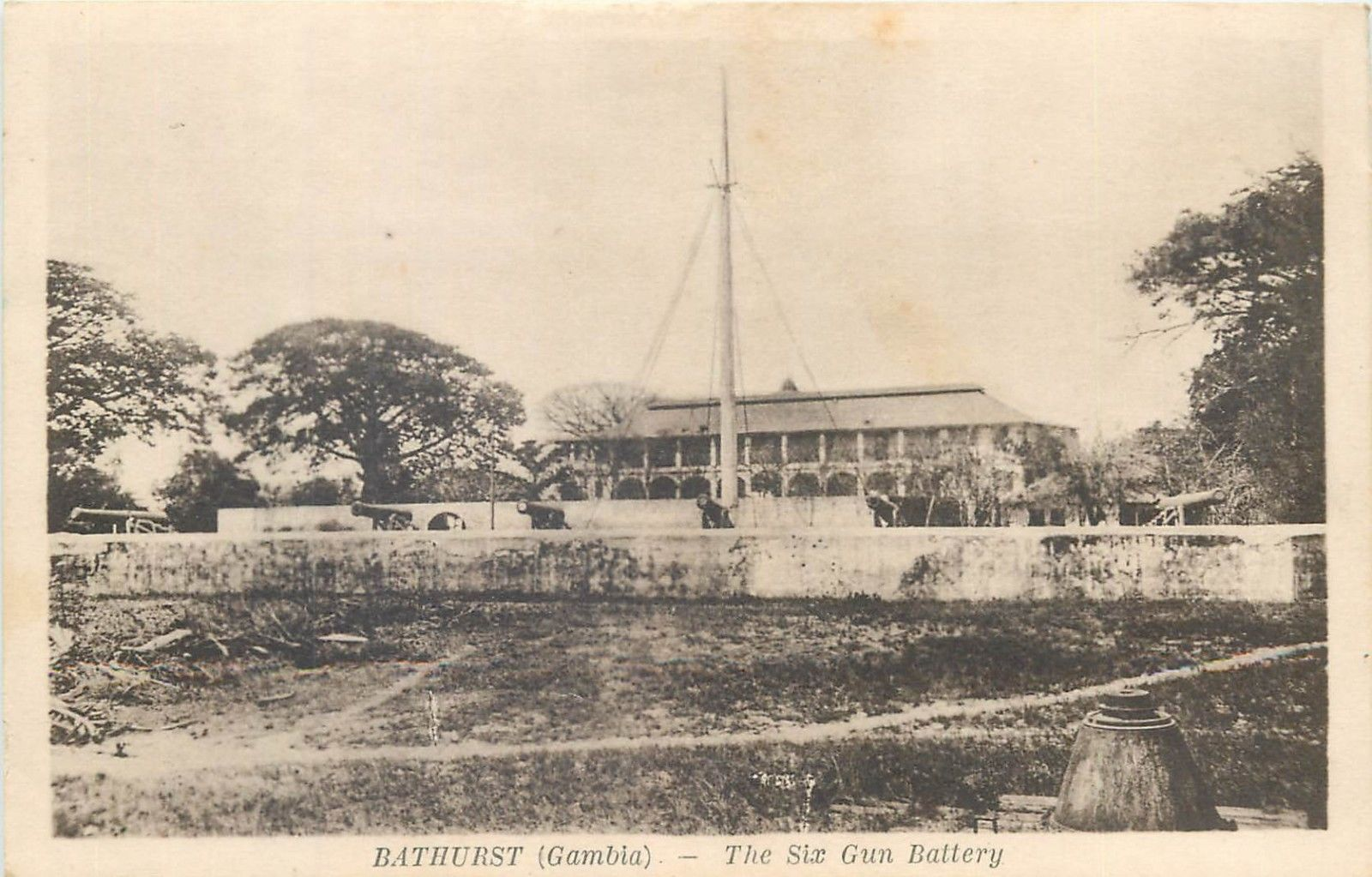
Sechs-Kanonen-Batterie auf einer historischen Postkarte

Sechs-Kanonen-Batterie (offizieller Name der Stätte als Welterbe: Six-gun battery) war eine Batterie an der Mündung des Gambia-Flusses am Banjul Point in der heutigen Hauptstadt Banjul. Die Stätte ist als Kunta Kinteh Island und zugehörige Stätten in die Liste der UNESCO-Weltkulturerbe aufgenommen worden.

## Lage und Zugang
Die Sechs-Kanonen-Batterie befindet sich am nördlichen Ende von Banjul (bis 1973 Bathurst) an der Flussmündung am Südufer und war eine von mehreren Batterien. Die Batterie befindet sich auf dem Gelände des State Houses am Flussufer. Die Kanonen sind hinter dem Zaun sichtbar, wenn man am Eingang des State House vorbeikommt. Sie sind nicht für die Öffentlichkeit zugänglich und können nicht ohne eine spezielle Genehmigung der Regierung angefahren werden.

## Geschichte
Die Batterie wurde von den Briten 1821 in der neu errichteten Stadt Bathurst fertiggestellt, die 1816 auf St. Mary’s Island – einer Sandbank – gegründet wurde. Fort Bullen in Barra und die Sechs-Kanonen-Batterie in Banjul sind die einzigen in Westafrika bekannten Bauwerke, die von Europäern errichtet wurden, um den Handel mit Sklaven zu verhindern. Obwohl die britische Regierung den Sklavenhandel verboten hatte, waren immer noch skrupellose Händler tätig. Der Fluss Gambia war 1783 durch den Vertrag von Versailles als britischer Besitz anerkannt worden, und das Gesetz über die Abschaffung von 1807 machte den Sklavenverkehr auf dem Fluss illegal. Die Übernahme von Bathurst vom Herrscher von Kombo und bald darauf der Bau einer Batterie aus sechs 24-Pfünder-Kanonen, zwei Feldstücken an den Ufern und einer Kaserne für 80 Soldaten zielte darauf ab, diese Situation anzugehen. Die Idee war, dass die Batterie genügend Feuerkraft liefern könnte, um alle Schiffe zu stoppen, die versuchen, aus der Flussmündung herauszusegeln, und dass ihre Gefangennahme dann von Marineschiffen auf Patrouille erfolgen würde. Innerhalb von Monaten nach dem Aufbau der Basis in Banjul wurden fünf Sklavenschiffe von den Neuankömmlingen beschlagnahmt. Es stellte sich jedoch bald heraus, dass die Feuerkraft der Batterie nicht die gesamte Breite der Flussmündung durchqueren konnte, die zu diesem Zeitpunkt etwa 8 Meilen breit ist. Schiffe könnten leicht entkommen, wenn sie sich dem Nordufer des Flusses nähern. Fort Bullen wurde daher 1827 am Nordufer gegenüber der Sechs-Kanonen-Batterie errichtet, um diesen Fluchtweg abzudecken. Das Fort wurde unter der Aufsicht von Kommodore Charles Bullen errichtet, der von der britischen Regierung entsandt wurde, um die Arbeit zur Unterdrückung des Sklavenhandels in Gambia zu festigen. Mit Kanonenbatterien auf beiden Seiten der Flussmündung hatten die Briten endlich die volle Kontrolle über den gesamten Handel auf dem Fluss Gambia.
Die Sechs-Kanonen-Batterie und Fort Bullen wurden 1870 aufgegeben.

## Beschreibung

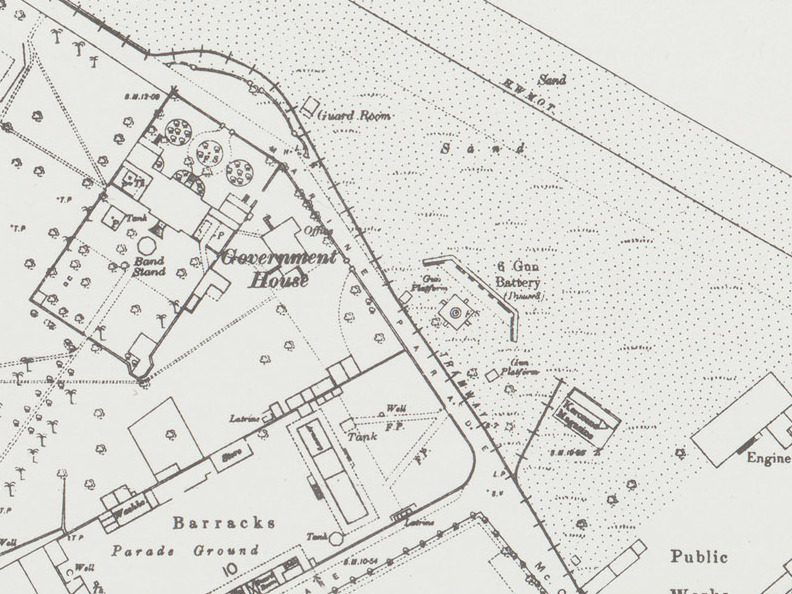
Die Sechs-Kanonen-Batterie auf einem Ausschnitt eines Stadtplans von Bathurst (1911)

Die Batterie bestand aus sechs 24-Pfünder-Kanonen. Die sechs Kanonen sind auf geneigten Schienen installiert, die in einer durchschnittlichen Höhe von 1 m befestigt sind. Sie sind durch eine große Brüstungswand aus Steinen geschützt, die in Kalkmörtel gelegt und mit Kalksandmörtel verputzt sind. Ihre Anordnung ermöglicht einen Abdeckungswinkel von etwa 30°.
Für Batterie wurde auch den Status eines Nationaldenkmals zum Zeitpunkt des Antrages zum UNESCO-Welterbe eingereicht. Das Büro des Präsidenten, der Hauptakteur, hat die Proklamation unterstützt, die nun in den Kammern des Generalstaatsanwalts auf eine Veröffentlichung wartet (Stand 2003). Sobald das Gelände zum Nationaldenkmal erklärt wurde, wird es in den Zuständigkeitsbereich des National Centre for Arts and Culture (NCAC) fallen. Aber die Stätte muss sicherlich gemeinsam mit dem Büro des Präsidenten verwaltet werden.